# Boasia chierchiae
Boasia chierchiae is een slakkensoort uit de familie van de Creseidae. De wetenschappelijke naam van de soort werd voor het eerst geldig gepubliceerd in 1886 door Boas als Cleodora chierchiae.